# B2Gold
B2Gold ist ein kanadisches Goldbergbauunternehmen mit Sitz in Vancouver. B2Gold notiert an den Börsen Toronto, New York und Namibias. Das Unternehmen ist ein mittelgroßes Bergbauunternehmen mit produzierenden Bergwerken in Namibia, Nicaragua und den Philippinen sowie Explorations- und Entwicklungsprojekten in Burkina Faso, Finnland, Kolumbien und Mali.

## Unternehmensgeschichte
B2Gold wurde im November 2006 durch ehemalige Manager der Bema Gold Corp. gegründet. Ziel war der Erwerb von Explorations- und Projektrechten von Kinross Gold. Nach dem Börsengang im Dezember 2007 übernahm B2Gold zwei Jahre später die Central Sun Mining Inc. und gelangte dadurch in den Besitz der beiden produzierenden Minen La Libertad und Limon (beide in Nicaragua). Mit der im Jahre 2011 erfolgten Übernahme der Amyx Gold Corp. wurde das Otjikoto-Goldbergwerk in Namibia erworben. Im darauffolgenden Jahr erwarb man das fortgeschrittene Projekt der Masbate-Mine auf den Philippinen durch Kauf der CGA Mining.
In kurzer Folge nahmen Masbate (2012) und Otjikoto (2014) die Produktion auf.
2014 übernahm B2Gold die Firma Papillon Resources mit dem Minenprojekt Fekola in Mali.
Im April 2023 wurde die Abwicklung der Bergbauaktivitäten in Namibia bekanntgegeben, da es keine signifikanten Abbaumengen über 2024 im Tagebau in der Otjikoto-Mine geben wird.

## Produktion
Quelle: B2Gold-Jahresbericht 2023
| Name                                  | Land                                  | Unternehmensanteil                    | Produktion in oz | Produktion in oz |
| Name                                  | Land                                  | Unternehmensanteil                    | 2022             | 2023             |
| ------------------------------------- | ------------------------------------- | ------------------------------------- | ---------------- | ---------------- |
| Fekola                                | MLI                                   | 80 %                                  | 598.661          | 590.243 ▼        |
| Masbate                               | PHL                                   | 100 %                                 | 212.728          | 193.502 ▼        |
| Otjikoto                              | NAM                                   | 90 %                                  | 122.292          | 122.030 ▼        |
| Gesamt (inkl. weiterer Investitionen) | Gesamt (inkl. weiterer Investitionen) | Gesamt (inkl. weiterer Investitionen) | 1.027.874        | 1.061.060 ▲      |